# Марбл-Бар
Марбл-Бар (англ. Marble Bar) — містечко в Австралії. Підпорядковується регіону Пілбара у складі штату Західна Австралія.

## Географія
Марбл-Бар розташований на північних схилах хребта Хамерслі і на південний схід від Порт-Гедленда. Лежить на притоках річки Де-Грей.

### Клімат
Містечко знаходиться у зоні, котра характеризується кліматом тропічних пустель. Найтепліший місяць — січень із середньою температурою 32.8 °C (91 °F). Найхолодніший місяць — липень, із середньою температурою 18.9 °С (66 °F).
| Клімат Марбл-Бара       | Клімат Марбл-Бара | Клімат Марбл-Бара | Клімат Марбл-Бара | Клімат Марбл-Бара | Клімат Марбл-Бара | Клімат Марбл-Бара | Клімат Марбл-Бара | Клімат Марбл-Бара | Клімат Марбл-Бара | Клімат Марбл-Бара | Клімат Марбл-Бара | Клімат Марбл-Бара | Клімат Марбл-Бара |
| Показник                | Січ.              | Лют.              | Бер.              | Квіт.             | Трав.             | Черв.             | Лип.              | Серп.             | Вер.              | Жовт.             | Лист.             | Груд.             | Рік               |
| Абсолютний максимум, °C | 48,8              | 47,8              | 45,7              | 42,5              | 39,5              | 35,6              | 33,9              | 37                | 41,9              | 45,6              | 47                | 47,7              | 48,8              |
| Середній максимум, °C   | 41,1              | 40                | 39,1              | 36                | 30,7              | 27,1              | 26,8              | 29,5              | 33,9              | 37,5              | 40,5              | 41,6              | 35,3              |
| Середня температура, °C | 33                | 32                | 31                | 28                | 23                | 20                | 19                | 21                | 25                | 28                | 32                | 33                | 27                |
| Середній мінімум, °C    | 26,1              | 25,6              | 24,7              | 21,3              | 16,5              | 13,1              | 11,7              | 13,3              | 16,7              | 20,3              | 23,6              | 25,5              | 19,9              |
| Абсолютний мінімум, °C  | 18,9              | 14,1              | 17,5              | 12,3              | 7,2               | 3,3               | 2,2               | 4,4               | 8,3               | 11,5              | 15,4              | 17,2              | 2,2               |
| Норма опадів, мм        | 70                | 80                | 50                | 20                | 20                | 20                | 10                | 0                 | 0                 | 0                 | 0                 | 30                | 340               |
| Днів з дощем            | 7,3               | 7,3               | 4,7               | 1,8               | 2,3               | 2,2               | 1,5               | 0,9               | 0,4               | 0,6               | 1,5               | 4,4               | 34,7              |
| ----------------------- | ----------------- | ----------------- | ----------------- | ----------------- | ----------------- | ----------------- | ----------------- | ----------------- | ----------------- | ----------------- | ----------------- | ----------------- | ----------------- |
| Джерело: Weatherbase    |                   |                   |                   |                   |                   |                   |                   |                   |                   |                   |                   |                   |                   |